# ყ
ყ（グルジア語: ყარი、/qʼaɾɪ/）は、現行のグルジア文字の24番目の文字（正書法改正前は27番目）である。

## 使用
ジョージア語では口蓋垂放出音[qʼ]を表す。記数法では数値800を表す。
ジョージア国内のラズ語でも使用されている。トルコ国内で使用されているラズ語ラテン・アルファベットの「Q」に対応する。アブハズ語（1937年から1954年まで）およびオセット語（1938年から1954年まで）のグルジア文字表記法でも使用されていたが、現在はキリル文字が主に使われ、アブハズ語で「Ҟ」と、オセット語で「Хъ」と記される。
ジョージア語のラテン文字化では「Q」または「Qʼ」と記す。グルジア語の点字では記号⠮（U + 282E）となる。

## 字形
| アソムタヴルリ | ヌスフリ | ムヘドルリ | ムタヴルリ |
| -------------- | -------- | ---------- | ---------- |
|                |          |            |            |

## 符号位置
| 文字 | Unicode | JIS X 0213 | 文字参照          | 備考           |
| ---- | ------- | ---------- | ----------------- | -------------- |
| Ⴗ    | U+10B7  | -          | &#x10B7; &#4279;  | アソムタヴルリ |
| ⴗ    | U+2D17  | -          | &#x2D17; &#11543; | ヌスフリ       |
| Ყ    | U+1CA7  | -          | &#x1CA7; &#7335;  | ムタヴルリ     |
| ყ    | U+10E7  | -          | &#x10E7; &#4327;  | ムヘドルリ     |